# Thermococcus gammatolerans
Thermococcus gammatolerans ist eine Spezies (Art) extremophiler Archaeen und zur Zeit seiner Entdeckung 2003 der strahlenresistenteste bekannte Organismus.
T. gammatolerans wurde in einer Tiefsee-Hydrothermalquelle im Guaymas-Becken (Golf von Kalifornien) in über 2.600 m Tiefe vor der Küste Niederkaliforniens entdeckt und gedeiht bei Temperaturen zwischen 55 und 95 °C, wobei sein Entwicklungsoptimum bei 88 °C liegt. Sein optimaler Wachstums-pH-Wert liegt bei 6, begünstigt durch die Anwesenheit von Schwefel (S), der zu Schwefelwasserstoff (H2S) reduziert wird. Es ist der Organismus mit der stärksten bekannten Strahlenresistenz, er kann eine Bestrahlung mit Gammastrahlen von 30.000 Gy (Gray) aushalten.

## Etymologie
Der Gattungsname Thermococcus leitet sich ab von altgriechisch θέρμη thermê, deutsch ‚Hitze‘, englisch heat und neulateinisch coccus von gr. κόκκος kokkos, deutsch ‚Beere, Körnchen‘, englisch berry (vgl. Kokke). Thermococcus bedeutet also Kügelchen, die in heißer Umgebung existieren.
Das Art-Epitheton gammatolerans leitet sich ab von gr. γάμμα gamma, was sich auf die Gammastrahlung bezieht, und lateinisch tolerans ‚tolerierend‘; bezieht sich also auf die Fähigkeit dieser Organismen, hohe Mengen an γ-Strahlen zu tolerieren.

## Entdeckung
Thermococcus gammatolerans wurde 2003 in Proben entdeckt, die aus einem hydrothermalen Schlot (27° 1′ N, 111° 24′ W) im Guaymas-Becken in 2.616 m Tiefe im Golf von Kalifornien vor der Küste der Niederkalifornischen Halbinsel (spanisch Baja California) mit dem Tauchboot Nautile während der Forschungsmission Guaynaut entnommen wurden.

## Beschreibung

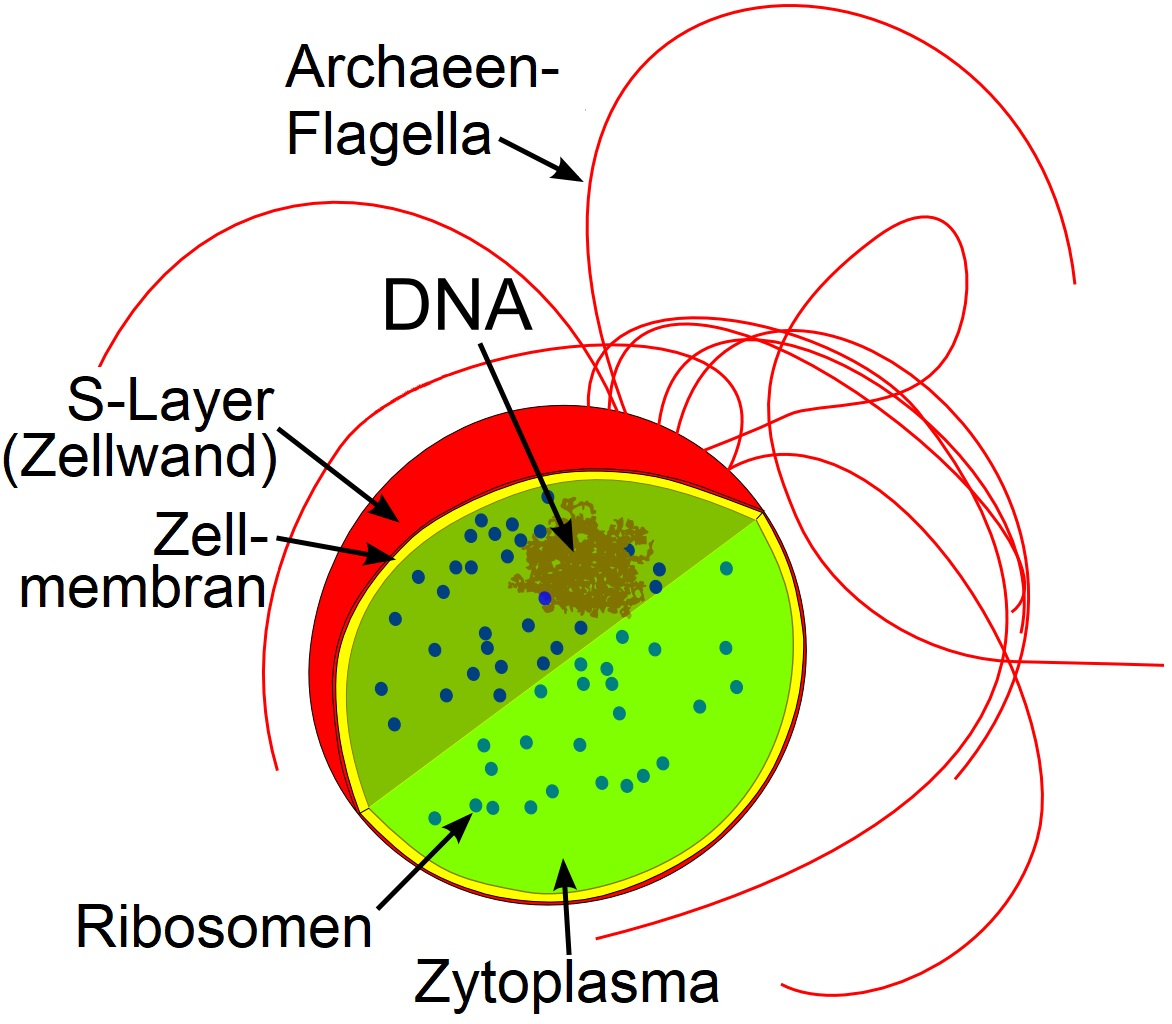
Schemazeichnung einer Zelle von T. gammatolerans

Wie für den Referenzstamm EJ3T beschrieben, bilden die Zellen regelmäßige Kokken, die einzeln oder paarweise auftraten. Sie tragen Geißeln und sind deshalb beweglich (motil).
Der Durchmesser der Zellen reicht von 0,6 bis 1,4 μm (unter optimalen Wachstumsbedingungen um 1 μm). Die Zellen scheinen sich durch Einschnürung (en. constriction) zu teilen.
Der Stamm EJ3T wächst zwischen 55 und 95 °C (optimale Wachstumstemperatur bei 88 °C), Der optimale pH-Wert für das Wachstum ist 6,0 und die optimale NaCl-Konzentration beträgt etwa 20 g/l. Dieser Stamm ist obligat anaerob und heterotroph; er kann Hefeextrakt, Trypton und Pepton verwerteten. Für das Wachstum ist elementarer Schwefel (oder Cystin) erforderlich, dieser wird zu Schwefelwasserstoff (H2S) reduziert.

## Phylogenie und Taxonomie
Das Genom von T. gammatolerans Stamm EJ3T wurde sequenziert.
Es enthält ein zirkuläres Doppelstrang-DNA-Molekül („Chromosom“) mit einer Länge von 2.045.438 bp (Basenpaaren), die für (vorhergesagt) 2.157 Proteine kodieren.
Es gibt keine gemeinsamen extra-chromosomalen Elemente.
Der G+C-Gehalt der DNA im Genom  beträgt 51,3 mol%.
Nach der 16S-rRNA-Sequenzanalyse ist der Stamm EJ3T am engsten mit den Spezies Thermococcus celer, T. guaymasensis, T. hydrothermalis, T. profundus und T. gorgonarius verwandt.
Die Thermococcus-Arten leben in extrem heißen Umgebungen wie Hydrothermalquellen. Die beiden Gattungen Thermococcus und Pyrococcus (wörtlich „Feuerball“, mit P. furiosus) umfassen chemoorganotrophe anaerobe Organismen, Thermococcus-Arten bevorzugen 70–95 °C (Wachstumsoptimum bei über 80 °C), Pyrococcus-Arten sogar 70–100 °C.
Allerdings wurde bei der DNA-DNA-Hybridisierung keine signifikante Homologie zwischen dem Stamm EJ3T und diesen Arten festgestellt.
Dieser Stamm wies auch phänotypische Merkmale auf, die sich von denen der engsten phylogenetischen Verwandten unterscheiden. Dies rechtfertigte die Klassifizierung von EJ3T als Typusstamm einer eigenständigen Spezies, eben Thermococcus gammatolerans.
Zusammen mit den Gattungen Palaeococcus und Pyrococcus gehört Thermococcus zur Familie der Thermococcaceae, der einzigen Familie der Thermococci (von Thomas Cavalier-Smith Protoarchaea genannt), einer Klasse im Phylum der Euryarchaeota.

## Strahlungsresistenz
Die Radioresistenz dieser Art hat die Untersuchung ihres Genoms und Proteoms zu einem wachsenden Forschungsgebiet gemacht, um den Mechanismus ihrer Resistenz zu ermitteln und seine Fähigkeit, beschädigte Chromosomen nach Gammastrahlung zu reparieren, mit strahlenresistenten Bakterien zu vergleichen und gegenüberzustellen.
Die Resistenz von T. gammatolerans gegenüber ionisierender Strahlung ist enorm. Eine Dosis von 5 Gy reicht aus, um einen Menschen zu töten, und eine Dosis von 60 Gy ist in der Lage, alle Zellen in einer Kolonie von E. coli abzutöten. T. gammatolerans kann dagegen Dosen von bis zu 30.000 Gy ohne Verlust der Lebensfähigkeit überstehen, das ist das 6.000-fache der für den Menschen tödlichen Dosis.
Der Mechanismus dieser Resistenz scheint eher auf noch unbekannten Proteinen zu beruhen, als auf (vielen) von anderen Organismen bekannten („homologen“) DNA-Reparaturenzymen zurückzuführen zu sein.
Thermococcus gammatolerans verfügt über eine Reihe von Mechanismen zur Bewältigung reaktiver Sauerstoffspezies (ROS, „Sauerstoffradikale“), um die durch Gammastrahlen erzeugten großen Mengen an dieser Art zu bewältigen.
Nach Tapias et al. (2009) beeinflussen nährstoffarme Bedingungen  die Radioresistenz von T. gammatolerans (negativ).
Unter optimalen Wachstumsbedingungen hängt das Überleben der Zellen im Gegensatz zu anderen Organismen nicht von der zellulären Wachstumsphase ab (stationäre Phase versus Phase exponentiellen Wachstums).
Die DNA-Reparatur selbst funktioniert in der stationären Phase jedoch schneller. Diese Ergebnisse deuten darauf hin, dass eine schnelle DNA-Reparatur für die extreme Radioresistenz von T. gammatolerans nicht erforderlich ist.
Der Mechanismus der Strahlungsresistenz wurde 2016 von Ewa Barbier et al. noch weiter untersucht.

## Anwendungen
Anwendungsmöglichkeiten könnten beispielsweise auf folgenden Feldern bestehen:
- Entwicklung neuer enzymatischer Marker durchgeführt, die gegen hohe Temperaturen resistent sind, sowie über ihre Anwendung bei der Untersuchung der Karzinogenese[13] und der Entwicklung mitochondrialer Krankheiten.
- Die DNA-Reparaturmechanismen von T. gammatolerans könnten in das Genom höherer Arten (Eukaryoten) eingebaut werden, um die DNA-Reparatur zu verbessern und die Zellalterung zu verringern.[14]
- Die hohe Sequenz- und Strukturhomologie zwischen den menschlichen insulinähnlichen Wachstumsfaktoren IGF-1 und IGF-2 macht die serologische Unterscheidung schwierig. Wünschenswert wären dafür hochspezifische IGF-1- und IGF-2-Antikörper, aber nur die kurze sog. IGF-Schleife (en. IGF loop) bietet einen für diesen Zweck ausreichenden Sequenzunterschied. Bei Thermus thermophilus und Thermococcus gammatolerans scheint es Proteine mit geeigneten Domänen zu geben (SlyD, sensitive to lysis D; FKBP, FK-506-binding protein), um zwischen beiden Epitopen (der IGF-1 und der IGF-2 Schleife) zu unterscheiden, was die Entwicklung spezifischer monoklonaler IGF-1- und IGF-2-Antikörper ermöglichen könnte.[15]